# Valsinni
Valsinni est une commune italienne de la province de Matera, dans la région Basilicate.

## Administration
| Période                                  | Période | Identité | Étiquette | Qualité |
| ---------------------------------------- | ------- | -------- | --------- | ------- |
|                                          |         |          |           |         |
| Les données manquantes sont à compléter. |         |          |           |         |

### Communes limitrophes
Colobraro, Nocara, Noepoli, Nova Siri, Rotondella, San Giorgio Lucano.

## Personnalités liées à la commune
- Isabella di Morra (1520-1546), poétesse née à Valsinni.